# Елисеевская (Холмогорский район)
Елисеевская — деревня в Холмогорском районе Архангельской области.

## География
Находится в центральной части Архангельской области на расстоянии приблизительно 8 км на север-северо-восток по прямой от административного центра района села Холмогоры на северо-восточном берегу острова Ухтостров в нижнем течении реки Северная Двина.

## История
Упоминается с 1678 года, когда здесь было учтено 26 жителей мужского пола. В 1859 году здесь (тогда деревня Холмогорского уезда Архангельской губернии) было учтено 11 дворов. До 2022 года входила в Ухтостровское сельское поселение до его упразднения.

## Население
Численность населения: 99 человек (1859 год), 37 (русские 100 %) в 2002 году, 32 в 2010.